# مسجد باقرالعلوم
مسجد باقرالعلوم مربوط به دوره قاجار است و در شهرستان تیران وکرون، بخش مرکزی، شهر رضوانشهر، خیابان شهدا واقع شده و این اثر در تاریخ ۱۴ اسفند ۱۳۸۵ با شمارهٔ ثبت ۱۷۸۱۵ به‌عنوان یکی از آثار ملی ایران به ثبت رسیده است.